# Arbeitsgericht Passau
Das Arbeitsgericht Passau ist ein Gericht der Arbeitsgerichtsbarkeit und eines von elf Arbeitsgerichten im Freistaat Bayern.

## Gerichtsbezirk
Der Bezirk des ArbG Passau erstreckt sich neben der kreisfreien Stadt Passau auf folgende Landkreise:
- Deggendorf
- Freyung-Grafenau
- Passau
- Regen
- Rottal-Inn

## Sitz und Gerichtsgebäude
Sitz des Gerichts ist Passau. Das Gericht befindet sich auf dem Eggendobl 4, 94034 Passau.
Eine Außenkammer befindet sich in Deggendorf. Deren Zuständigkeit erstreckt sich innerhalb des Gerichtsbezirks auf die Landkreise Deggendorf und Regen.

## Instanzenzug
Rechtsmittelgericht für das Arbeitsgericht Passau ist das Landesarbeitsgericht München.

## Geschichte
Gemäß Arbeitsgerichtsgesetz vom 23. Dezember 1926 wurden in Deutschland Arbeitsgerichte gebildet. Diese waren nur in der ersten Instanz organisatorisch selbstständige Gerichte, die Landesarbeitsgerichte waren den Landgerichten zugeordnet. Am Landgericht Passau entstand so 1927 das Landesarbeitsgericht Passau als eines von 23 Landesarbeitsgerichten in Bayern. In Passau entstand das Arbeitsgericht Passau als eines von sechs Arbeitsgerichten des Landesarbeitsgerichts. Sein Sprengel umfasste die Gerichtsbezirke der Amtsgerichte Passau und Wegscheid. Es bestand eine allgemeine Kammer für Arbeiter und Angestellte und eine Kammer für das Handwerk. Daneben bestand eine Angestelltenkammer für den Landesarbeitsamtsbezirk.
Bereits 1929 wurde die Zahl der Arbeitsgerichte deutlich reduziert. Das Landesarbeitsgericht Passau wurde aufgehoben, seine Aufgaben übernahm das Landesarbeitsgericht München. Der Sprengel des Arbeitsgerichts Passau blieb unverändert.
Nach der Besetzung Deutschlands durch die Alliierten wurden 1945 zunächst alle Gerichte geschlossen. Die ordentlichen Gerichte wurden schon bald wieder eröffnet, während die Arbeitsgerichte zunächst nicht wieder eingerichtet wurden, so dass arbeitsgerichtliche Streitigkeiten von den ordentlichen Gerichten erledigt werden mussten. Gemäß Kontrollratsgesetz 21 vom 30. März 1946 sollten in Deutschland Arbeitsgerichte aufgebaut werden. Mit dem bayerischen Vollzugsgesetz vom 6. Dezember 1946 richtete das Staatsministerium für Arbeit und Sozialordnung am 30. Januar 1947 die Arbeitsgerichte wieder ein. Das Arbeitsgericht Passau entstand dabei neu.